# Rannungen
Rannungen település Németországban, azon belül Bajorországban. Lakosainak száma 1156 fő (2023. december 31.). Rannungen Poppenhausen és Oerlenbach községekkel határos.

## Népesség
A település népessége az elmúlt években az alábbi módon változott:
| Lakosok száma | 625  | 1111 | 1116 | 1167 | 1147 | 1140 | 1114 | 1121 | 1131 | 1156 |
|               | 1875 | 1950 | 1970 | 2011 | 2013 | 2014 | 2016 | 2019 | 2021 | 2023 |